# 黒電話

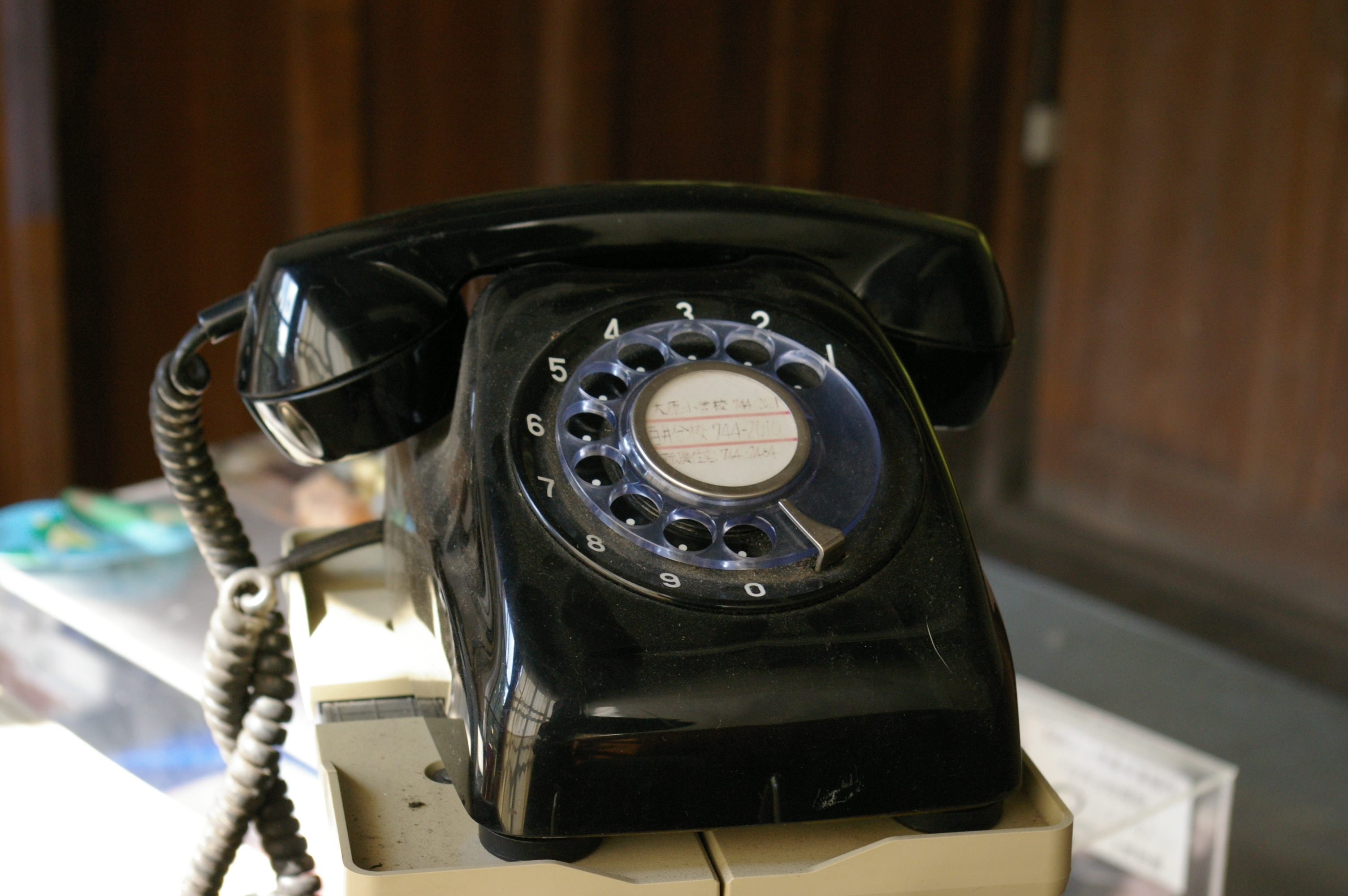
600形電話機（卓上型）（京都市大原小学校百井分校）

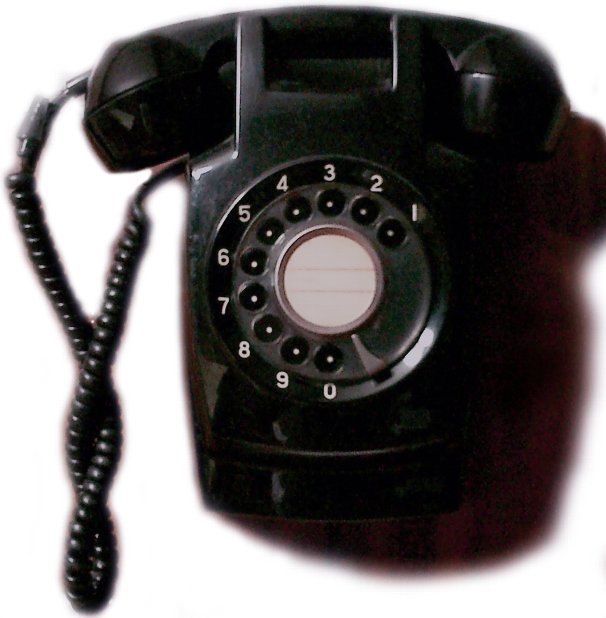
600形電話機（壁掛け型）

黒電話（くろでんわ）は、黒い筐体と送話器一体の受話器を特徴とする電話機の総称である。日本では一般的に、1933年（昭和8年）以降に逓信省、1952年（昭和27年）以降に日本電信電話公社（以下、一部を除き「電電公社」と略）によって制式化されて一般加入電話契約者に提供された、3号・4号・600形および601形の各電話機を「黒電話」と総称する。ダイヤルパルス方式の電話機や回転ダイヤル式電話機の通称として用いることもある。

## 歴代の黒電話

### 3号電話機

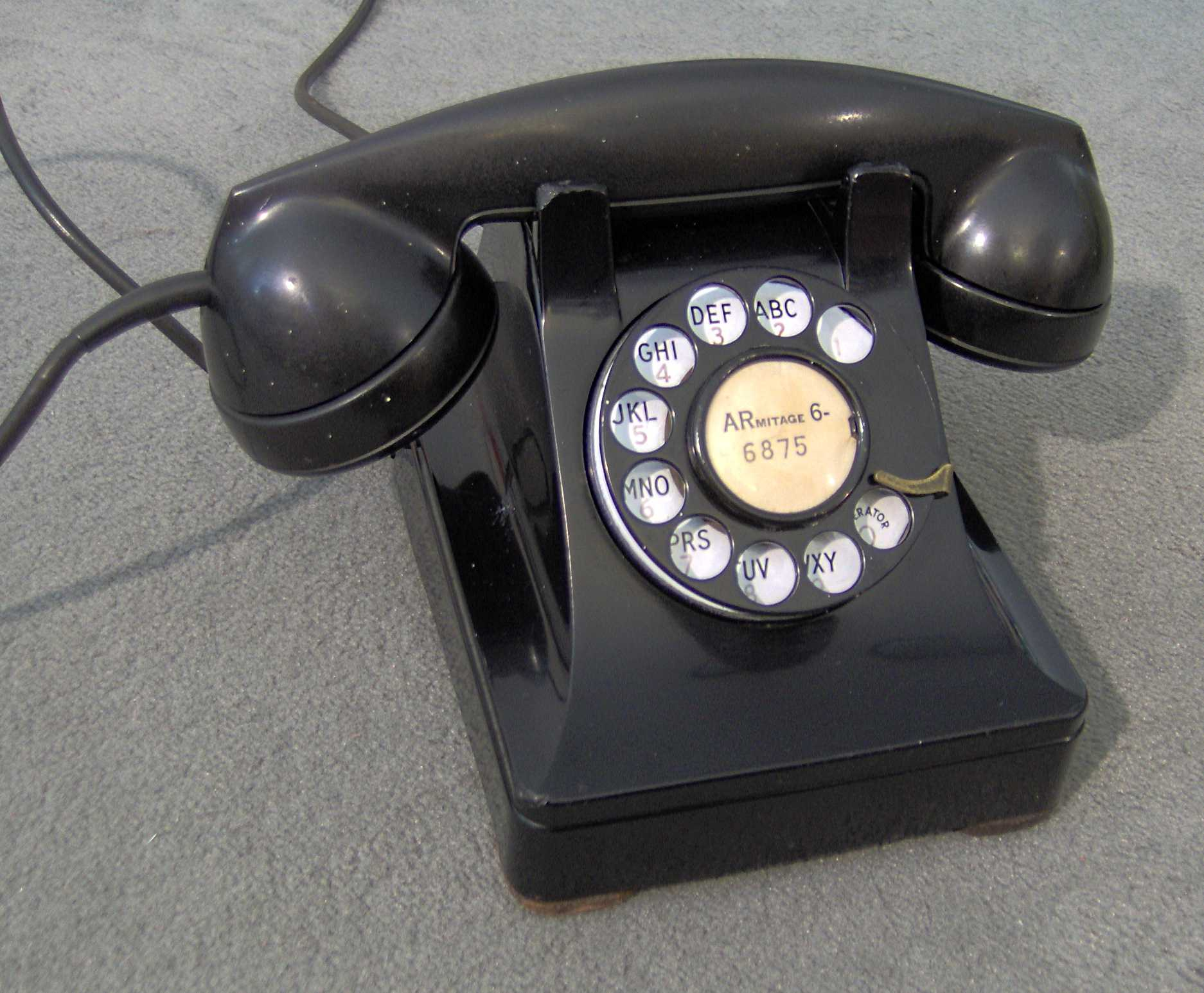
逓信省が3号電話機を開発するにあたって手本にし模倣した、ヘンリー・ドレフュス設計の電話機 (Model 302 telephone)

3号電話機は、1933年（昭和8年）に逓信省によって日本国内で制式化・提供開始された。
もとはアメリカ合衆国の電話会社であるAT&T向けに、工業デザイナーのヘンリー・ドレフュス（Henry Dreyfuss、ヘンリー・ドレイファスとも） が設計した黒い電話機のデザインを模倣したもので、ほぼ同じ外観で製造された。以降、4号、600形と続く日本の「黒電話」の嚆矢となった。
筐体は合成樹脂の一種である黒いベークライトとなり、送話器と受話器が一体となった握り手形の送受話器が採用された。丸みを帯びた箱状の本体に自動式機能が納められ、ダイヤル部は曲線を用いて突出させている。フック部分も曲線を多用して細くまとめられており、2号のヨーロピアン・デザインの面影も残る。
内部は自己の送話器から入った音声が受話器に流れ込む「側音」を防止する側音抑制回路が採用された。送話器には防塵・防湿器が取り付けられた。これにより、線路上の仕様はそのままでも、実際の伝送性能は2号より格段に向上した。
回転盤中央の紙には、縦書きで
| 受話器 を外してか ら𢌞轉盤を右 へ指止め迄𢌞 してお放し なさい |

という文字が書かれている。𢌞轉は後年に回転に改められた。
共電式は、自動式からダイヤルを取り除き、オフフック呼び出し用の回路を備えただけで、ほぼ同一設計である。のちの電電公社網の完全自動化の後も、着信専用の電話機として、主に構内電話に使用されていた。
壁掛け型は、通話者が本体にへばりついて会話する必要がなくなったが、耐衝撃性に劣るベークライトの筐体のため、落下して破損する機体が続出した。
3号M磁石式電話機
3号電話機の採用時は、なお局給電のない加入電話回線もあり、これの質的改善を目的として、3号M磁石式電話機が採用、提供された。自動式・共電式と同じ送受話器であり、基本的な回路設計も共通である。
送受話器受けの取り付け方向により卓上・壁掛どちらでも使用できる。呼び出し用の手回し発電機と、線路用電池とを備えているため、本来のダイヤル座部分が角ばった台形の箱のような、600形に近いデザインとなっている。
代用3号電話機（国産）
太平洋戦争末期、米軍による日本本土空襲の結果、都市部で大量の電話機が喪失した。その復旧に際して、物資欠乏状態でもあり、制式の3号電話機のみでは、製造・供給が追いつかなくなった。そこで、旧逓信省（このときは戦時統合体制により一時的に消滅）網以外の地域電話・構内電話用として、電機メーカーが製造し、在庫させていた電話機から、3号相当の性能があるものを代用3号電話機として加入者に提供した。
その中には、沖電気工業イ-666形自動式壁掛け電話機や、富士通信機製造の富士形自動式壁掛け電話機など、制式の3号よりも洗練されたデザインのものもあった。その多くは、戦後も引き続き使用され、電話網復旧のためさらに提供数は増えた。
木製3号電話機
代用3号電話機と同じく、太平洋戦争末期の、無差別爆撃による電話機の大量焼失と物資欠乏状態、さらに兵役による工業技術力の低下から、筐体を国内で自給でき、かつ工作の容易な木製とした3号電話機が登場した。木製筐体は黒く塗装された。この頃になると、新たに製造された戦時設計の電話機は他の工業製品同様粗製濫造で、通話も困難なだけではなく、絶縁不良から発火等の危険を伴ったものも多く存在していたと思われる。しかし、この木製3号電話機も、戦後の電話機不足から、修理・補修によって使われ続けたものが多い。ただし、戦争末期のごく短期間の製造であるため、絶対数は少ない。
現存機は、埼玉県の個人宅にて修理され稼働する状態で保存されているものや博物館所蔵機など、数台が確認されているが、やはり数は少ないとされている。
代用3号電話機（輸入）
太平洋戦争終結後は、同時に冷戦の始まりでもあり、アメリカ合衆国はのちの「トルーマンドクトリン」の雛形として、日本の復興を強く後押しした。その1つが、電話網の復旧と更なる増強である。しかし、日本の制式電話機である3号電話機だけでは、特に都市部の需要を満たせないことは明らかだった。そのため、連合国の電話網で使用されている電話機の中から、3号相当の性能があるとするものに、改造で2号ダイヤルを取り付け、代用3号電話として提供した。
その後の3号電話機
3号電話機は戦前期の採用だが戦後復興期の大量生産により、4号登場後も著しい加入回線数の増加により、既存の電話機の更新が滞ったため、戦後も長らく日本の電話の標準的スタイルとなり続けた。機能的にも、（自動式であれば）現在の交換網に接続してもほぼ問題なく使用できるため、未だ現役で使用されている個体数も少なくないとされている。

### 4号電話機

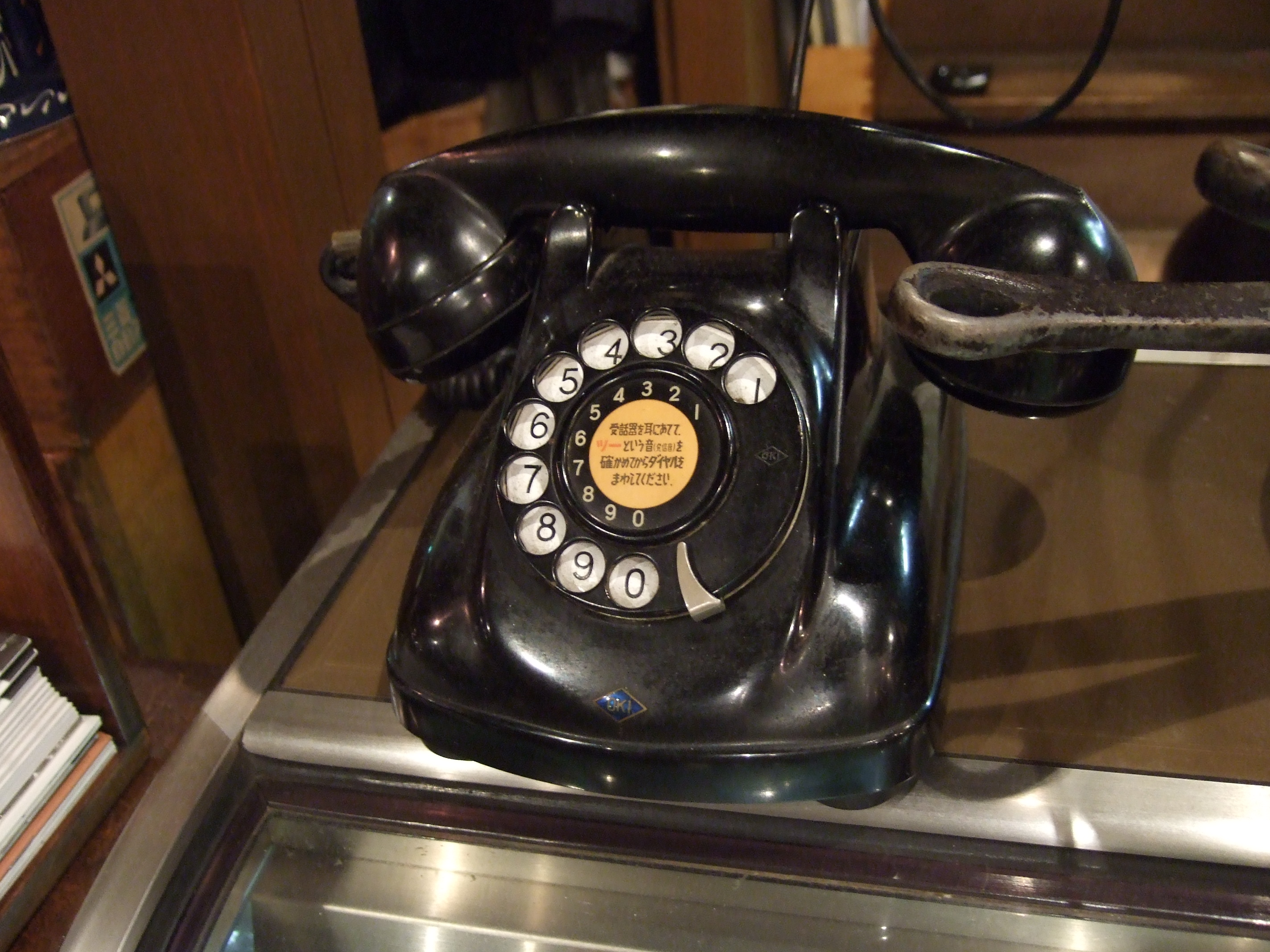
4号電話機

4号電話機は、1950年（昭和25年）に電気通信省によって制式化され、1952年（昭和27年）に提供が開始された。1949年（昭和24年）の逓信省二分化によって生まれた電気通信省にとって、最初で最後の制式電話機となった。
岩崎通信機・沖電気・東芝・日本電気・日立製作所・富士通信機製造（現 : 富士通）（50音順）の6社が約400万台製造した。筐体・送受話器・回転盤・文字盤・内部の電磁石など、主要部品には製造した会社のマークが描かれている。
送話器・受話器の振動板をジュラルミン製として軽量化し、音声周波数帯での感度や均一性を改良している。この伝送特性の良さから「ハイファイ電話機」と呼ばれた。2400対の直径0.4ミリメートル芯線の紙絶縁ツイストペアケーブルを短距離ならば使用でき、回線増強をより容易にした。これが結果的に、全国自動ダイヤル化を推し進めた。
回転盤中央の紙には、当初は
| 送受器を はずしてから 回転盤を指とめ まで回して必ず 指をお放し ください |

のちに黄色地に
| 受話器を耳にあてて、 ツーという音（発信音）を 確かめてからダイヤルを まわしてください。 |

という文字が書かれている。紙の周辺部には黒地に白抜きで0 - 9の数字が入っているように見えるが、実際には数字は紙を覆っている透明のカバーに描かれている。
木製以外では初めて黒以外の塗装が採用され、 若草、 うすねず、 象牙、 えんじ、 ふじ、 あおたけ、 桃、そして 黒の8色がラインアップされた。
4号A卓上電話機
4号A卓上電話機は、世界水準よりモダンな電話機といわれていた。しかし、2号・3号までのヨーロピアン・デザインから一転した丸みを帯びた筐体のため「ダルマ」と揶揄されもした。筐体と送受話器はベークライトで造られている。
3号同様、4号C共電式は4号自動式からダイヤルを廃し、オフフック呼び出し回路を取り付けた形態となっている。3号同様、完全自動化後も着信専用電話、被災地等での臨時設置電話用の端末として、使用されていた。
ボースホーン電話機
ボースホーン電話機 (both phone) は、4号A自動式卓上電話機を2台背中合わせに連結し、送受話器をひとつにまとめた派生形である。ダイヤルは2基有り、前後どちらのダイヤルからでも操作できた。
机を向かい合わせに置き、その間に本電話機を設置すれば、1台の電話機と回線をそれぞれの机に座る人間で排他的に共用できる、というアイデア商品だったが、人気は上がらず、不発に終わった。
4号壁掛電話機
4号AW自動式および4号CW共電式壁掛電話機は、日本電信電話公社によって1950年（昭和25年）に制式化された。旧型壁掛電話機の置き換えのために企画され、小型軽量化と資源の節約に留意した設計となっていた。
酪酸醋酸セルロースを用いた中空インジェクション・モールドにより強靭・軽量となった。日本家屋の狭い廊下で通行者による送受話器の落下が少ない、上部に送受話器を水平に置く形状となった。通話中に送受話器を一時的に掛けておくこともできる。筐体を空けて底板を木ねじで壁に取り付けて筐体を蝶番で閉じる構造となっていたため、工事上の不良の原因となることもあった。
日本人の耳と唇の関係位置の実測により設計された4号よりも短くなった5号送受話器、アルニコ系永久磁石を用いたB-106号磁石電鈴、絶縁紙に金属を真空蒸着したものを2枚巻いたコンデンサC-5号A蓄電器、L-5号誘導線輪、ブランジャー圧力をスパイラルスプリングで受ける構造のプラスチック防塵カバーの双極接点の4号Wフックスイッチ、温度変化・日時の経過によるインパルス速度変化の少ない4号Fダイヤルなどが新規開発された。
4号M磁石式電話機
4号が採用された時期でも、まだ局給電のない交換機は多数残存しており、そうした地域でも回線数そのものは増加していたこともあり、新たに磁石式電話機を製造する必要があった。
4号M磁石式電話機は、自動式・共電式とは全く異なる流線形の筐体で、送受話器まで一体感のあるデザインとなっている。
41号M磁石式電話機
41号M磁石式電話機は、日本電信電話公社によって1958年に制式化された。軽量・小型化された丸みを帯びた送受話器の幅の箱形であり、送受話器受けの取り付け方向により卓上・壁掛どちらでも使用できる。
赤電話の元祖
それまで公衆電話は全て逓信省 - 電気通信省が直接設置していたが、1951年（昭和26年）、一般の電話加入権で公衆電話サービスを提供できる、「委託公衆電話」制度が開始された。当初は一般と同じ電話機が使用されていたが、1953年（昭和28年）から、専用に赤く塗装された4号委託公衆電話機が登場し、その後の「赤電話」の元祖となった。このときは料金は「後納式」で、提供者に断って電話を使用し、使用後に料金を払うという方式であった。

### 加入者数増加に伴う応急策
戦後期の3号電話機の大量導入、続く4号電話機の登場により、日本の一般電話網は完全自動交換化へ大きく動き始めた。日本は戦後復興期から高度経済成長期へと移行し、電話機は「1世帯1回線」の時代に突入、もはや地方であっても手動交換に限界が生じはじめていた。しかし、そのためにいくつかの問題が発生した。
23号自動式壁掛け電話機
問題のひとつは2号自動式壁掛け電話機の存在だった。4号電話機の性能を前提に回線数増強の工事を行うと、伝送特性の悪い2号電話機は通話に支障をきたしてしまった。その2号壁掛け式電話機は首都圏を中心に当時約20万台が使用されていたが、4号電話機は新規加入者への提供でいっぱいで、2号電話機の更新用には確保できなかった。
しかし線路や交換機内部の絶縁特性の改善により、3号電話機であればこうした回線増強に耐えられた。そこで苦肉の策として、2号自動壁掛け式電話機のベル装置・受話器・筐体を流用し3号電話機の余剰部品を用いてダイヤル、送話器の交換および側音抑制回路の追加を行う改造を施し、3号並みの伝送性能を持たせて凌ぐこととなった。
改造された電話機は23号自動壁掛け式電話機と呼ばれる。送話器が3号電話機の防塵・防湿器つきのものになっているため、未改造の2号電話機とは外観からでも容易に判別できる。
『となりのトトロ』に登場する“本家の電話”が本機である。
34号M磁石式電話機
一方、地方に残っていた局給電無しの交換設備も、一足飛びに自動交換化が進められることになった。しかし、その過程では、回線設備を工事しつつ、従来の回線や即時に導入される回線を捌かなければならない。地方では都市部ほど回線が密集していないため、交換設備から端末までの線路長が長くなりがちで、そのためにも磁石式電話機の更新は必要となった。
しかし、全ての電話機が回線事業主（電気通信省 - 電電公社）の資産であったことから、4号M磁石式電話機を製造して短期で用途廃止となるのは不経済である。そこで、3号M磁石式電話機の送受話器等を4号のものと交換し、4号相当の性能とした。これを34号M磁石式電話機と呼ぶ。
共電式改造自動式電話機
さらに、共電式交換設備の回線を自動化する場合、先述の通り、3号共電式・4号共電式は各々の自動式電話機と設計を共有しており、簡単な改造で自動式電話機とすることが可能だった。こうして共電式から自動式に改造された3号電話機・4号電話機が存在する。
共電式から自動式に改造するためのダイヤルユニットで「5号ダイヤル」が存在する。4号電話機本来のダイヤル機構とは全く異っている。文字盤の数字「1」の下（通常は回転盤で隠れている部分）に製造会社のマークがなく、数字「1」と「8」の内側に文字盤押さえがないので電話機に取り付けられた状態でも4号ダイヤルとは外観で区別できる。

### 全国ダイヤル自動即時化

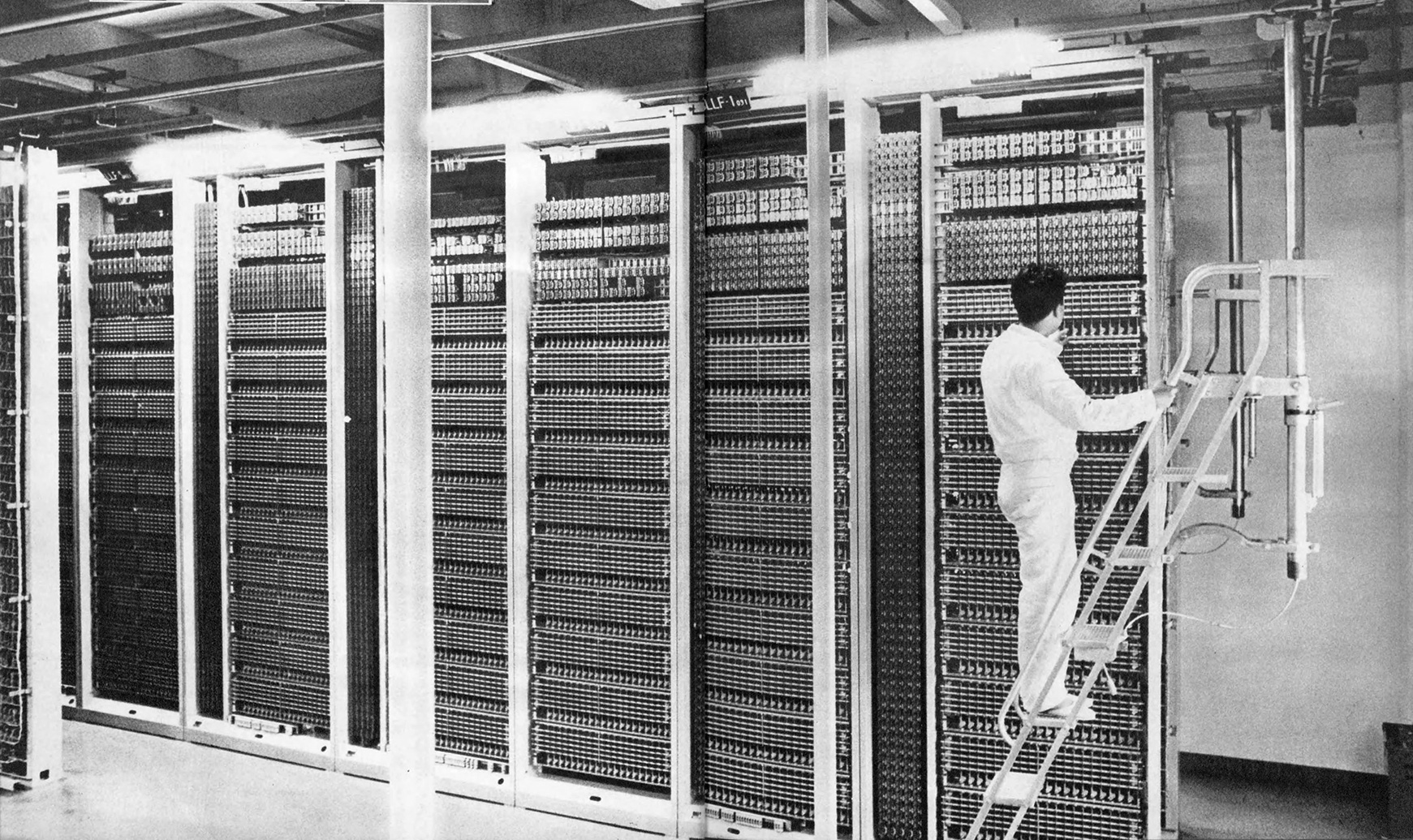
クロスバー交換機

全国ダイヤル自動即時化と加入者線の大量増強が求められていた。そのため、電話機からのダイヤルパルスで直接駆動するステップ・バイ・ステップ交換機に加え、電話番号を一旦記憶し交換操作を行うクロスバー交換機（電電公社内部での表記は「クロスバ式」。長音符がない）を設置した。
これは20パルス/秒のパルスダイヤルに対応し、ダイヤルの高速化が可能になった。従来の10パルス/秒のダイヤルのモデルをXXX-A1形、20パルス/秒ダイヤルのモデルをXXX-A2とした。ただし、クロスバー交換機に10パルス/秒電話機を接続しても、20パルス/秒の電話機よりダイヤルの戻りが遅いだけで支障はない。
1967年（昭和42年）より、XXX-P形押しボタンダイヤル式電話機のプッシュトーン信号に対応した機能が付加された。1970年（昭和45年）から1982年（昭和57年）まで、計算ができるサービス「DIALS」が電電公社から提供されていた。このサービスのために、電話機の押しボタンの周りに掛けておく各種の計算記号が書かれた透明のシートがあり、電話機に付属していた。
さらに、クロスバー交換機の時代はステップ・バイ・ステップ方式に比べはるかに短く終わり、半導体による無接点の電子交換機の時代に突入した。

### 600形電話機

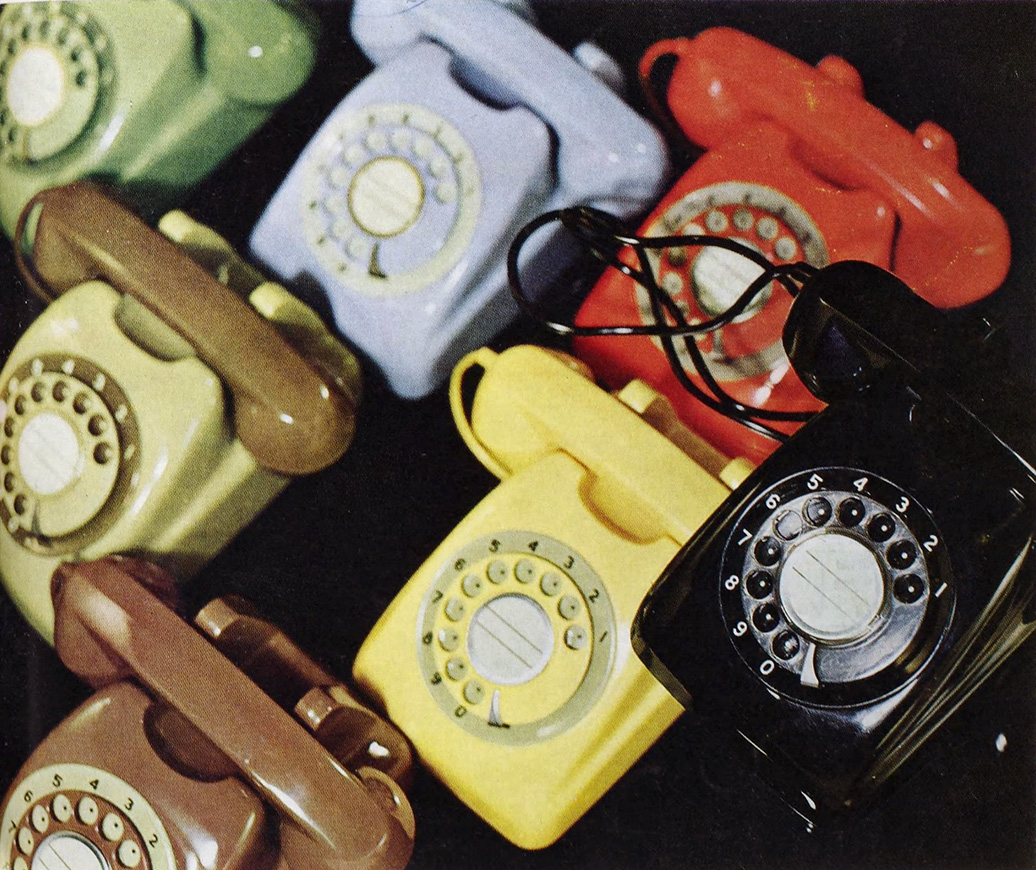
様々な色の600形電話

600形電話機は、1963年（昭和38年）、日本電信電話公社によって制式化され、提供が開始された。
アナログ回線による単機能電話機としては、これ以上の根本的な性能向上は望めない水準で、「完成された電話機」と言われる。製造したのは岩崎通信機・沖電気・神田通信工業・大興電機製作所（沖電気の関連会社、現 : サクサホールディングス）・東芝・日通工（現 : NECプラットフォームズ）・日本電気・日立・富士通（50音順）。
筐体や送受話器の材質は硬質塩化ビニールになり、それまでのベークライト製の3号・4号よりも衝撃に対して強くなった。当初は半光沢（つや消し）仕上げだったが、光沢仕上げに移行した。指穴中心に描かれた「・」や文字盤の数字は擦られても消えないよう、別の色の樹脂を字の形に注入した2色成形(象嵌加工)になっている。
色は当初黒のみだったが、1971年（昭和46年）から「グリーン」「ウオームグレー」「アイボリー」が追加された。グリーンとウオームグレーは送受話器とダイヤル文字盤の色が筐体よりも濃く、ツートーンカラーになっている。特殊色として「うすあお」（水色）「さんご」（桃色）「ベージュ」の3色が、さらに委託公衆用や災害対策用の特殊用途として「あか」（赤）、デモンストレーション用として内部機構が透けて見える無色透明もある。カラー電話機の登場と同時期からベル音の調節ができるようになった。底面のスリットから調整ダイヤルを動かしてベル音の強弱を調節する。
4号電話機では形式名やメーカー名が書かれたステッカーが底面に張られていたが、600形では形式名・製造会社のマーク・製造年が直接底面に刻印されるようになった。ベル音が調節できる物には「ベル調」、カラー電話機には「（色）」と刻印されている（色名のアルファベットの頭文字が記されているのもある。グリーンはG、ウオームグレーはW、アイボリーはI、うすあおはB、さんごはC、ベージュはV、あかはR）。
本体と送受話器をつなぐコードにはストレートとカールの2種類がある。1970年代前半からカールコードが採用された（1960年代を舞台にしたテレビドラマや映画にはストレートコードの電話機が登場する）。コードの色は電話機本体と同じだが、本体が無色透明のものについては黒色や白色が使われている。
日本において、初めてプリント基板を使用した量産型電話機であり、自動生産・無調整生産を目指した構造となっていた。総組み立ての自動化のため、ねじ止めよりもリベット止めが多用された。そのため、現場での部品交換が不便となった。
4号電話機の3倍以上の感度があり、3600対・直径0.32ミリメートル芯線の通信線路が3キロメートル程度まで使用可能となり、さらに加入者線の経済的な増強が可能となった。サージ電圧による雑音の軽減対策にシリコンダイオード2個を逆接続したバリスタが受話器に並列に接続されている。
電気抵抗とコンデンサによる手動3 dBパッドを内蔵した600形、4個直列のシリコンダイオードを2組逆接続したバリスタが送話器に並列に接続され加入者回線と内線との回線抵抗差に対応した企業や旅館の構内交換内線用650形、150オーム以下の直流抵抗でありフックスイッチが赤色の共同電話（1つの電話回線を複数の加入者で利用）用610-A形、7 - 10 dBの通信線路損失に対応した高損失用600-L形などのバリエーションがある。

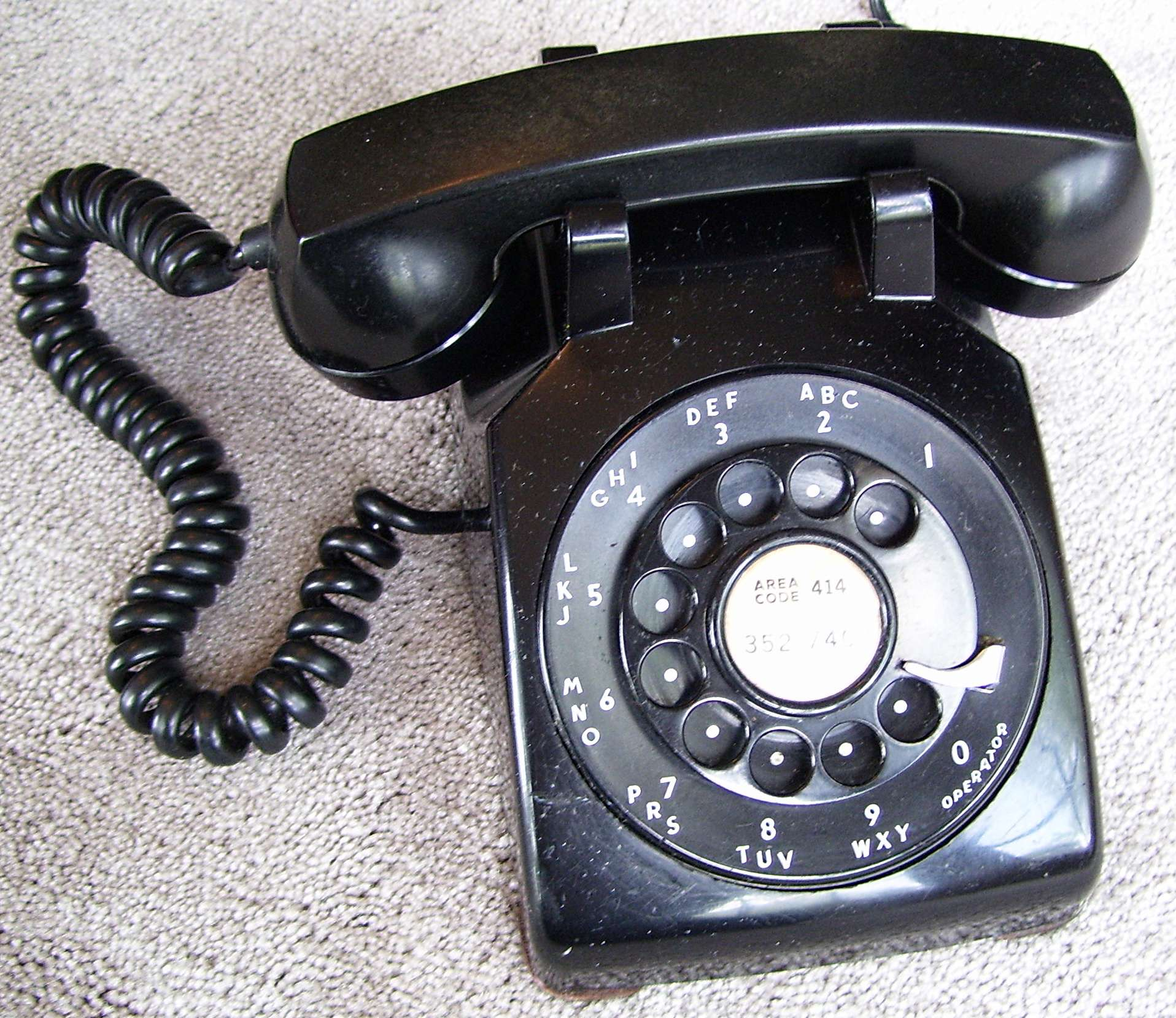
ウェスタン・エレクトリックの500型

形式名がいきなり3桁の「600」に飛んだのは、当時のアメリカの黒電話、ウェスタン・エレクトリックの500型 (Western Electric model 500 telephone) の向こうを張って「600形」としたからであるという。この500型もやはり前述のヘンリー・ドレフュスの設計によるものである。
600-A形卓上電話機
600-A形卓上電話機は、4号をベースによりシャープにした筐体デザインで、4号のイメージは踏襲しつつも、「ダルマ」と呼ばれるようなことは少なくなった。
回転盤は合成樹脂製で、中央の紙には3号・4号電話機のような注意書きはなくなり、電話番号を書き込める罫線が2本引かれているだけになった。罫線はA1が黒色（製造時期が重なっている4号の末期にも注意書きではなく2本罫線で供給されたものもある）で、A2が赤色。取り付けの際の位置決めのために上下2か所に切れ込みがあり、紙と同形の保護用の透明プラスチック板を重ね、回転盤の突起に合わせて取り付ける。さらにその周囲を左右に固定用の爪がある外径45 mmのステンレス製で錆びにくいリング状の金具で固定している。
2号電話機以来標準として使用されてきた2号ダイヤルに別れを告げ、新たに9接点のものが設計された。ダイヤル機構部は4号電話機とは全く異なっており、4号電話機で感じられた回転盤から指を離すとわずかに空転して戻る「カツン」というショックがなく、軽い唸り音とともに滑らかに回転する。日本の電話機におけるダイヤル機構の一つの到達点と言える。1970年代前半以後に生産されたものは、ダイヤル機構のギアがそれまでの金属製から合成樹脂製に変更されており、回転盤が戻る時の音が静かになっている。
基本的に自動式のみだが、着信専用、専用回線や災害時の臨時設置電話用として、ダイヤルを廃した（ダイヤル部分には蓋が嵌められている）共電式の相当品も製造されている。この場合裏面の刻印は「600-C」「650-C」などとなっている。
600-AW形壁掛電話機
600-AW形壁掛電話機は、本体筐体・フックスイッチ・本体底板・取り付け用部品・内部端子以外は卓上型と共通である。
上部に送受話器を水平に置く形状である。付属の取り付け板を単独で壁に取り付けた後、電話機をこの取り付け板に引っ掛けてねじで固定する取り付け方法となり、配線も底板に露出した端子板に直接取り付けるようになった。筐体を開かないので工事取り付け時の事故・不良が減少した。
600-A形小型電話機
600-A形小型電話機は、卓上型と共通の送話素子・受話素子・回路素子を利用した、同等の性能の小型電話機である。日本電信電話公社の自営品指定書に適合するもので、レンタル品ではなくメーカーから利用者に直接販売された。
卓上型・壁掛W型がある。送話口・送話口を対称位置にした送受話器を採用し、本体部品は全て底板に取り付けられている。
600-P形電話機
600-P形電話機は、1969年（昭和44年）5月17日に発売が開始された、プッシュトーン信号を交換機呼び出しに使用する日本初の押しボタンダイヤル式電話機である。ダイヤルスイッチとトランジスタ1個からなるコイル・コンデンサ発信回路によるトーン発振器を備えている。翌年、「プッシュホン」という愛称が公募によって付けられた。
この当時、海外のプッシュホンは4×4のボタン配置だったが、日本では導入を簡素化するため、日本ではほとんど用いられないと思われるアルファベット専用ボタンの縦1列 (A - D) を省略した。
600-P形の筐体や送受話器の材質は600形と同じで硬質塩化ビニール製。内部の回路にはプリント基板が使われているのも同様。ダイヤル式の600形に比べると600-P形は押しボタンの周囲がわずかに凹面状にカーブしており、角ばった印象を与える。底板などは600形との互換性はない。内部でのベルの配置も異なっている。本体と送受話器をつなぐコードはカールのみとなっている。600-P形はすべてベル音の調節ができるので、改めて「ベル調」の表示はされていない。600形では底板は塗装されていなかったが、600-P形では筐体の色にかかわらず白色で塗装されている。
筐体の色は当初グレーのみだったが、1972年（昭和47年）9月からグリーン・コーラル・アイボリーの各色が追加された。グレーとグリーンは600形と同様に送受話器の色が筐体よりも濃く、ツートンカラーになっている。電電公社の一般向け卓上型電話機で黒色がないのはこの600-P形だけである。

### 601形電話機

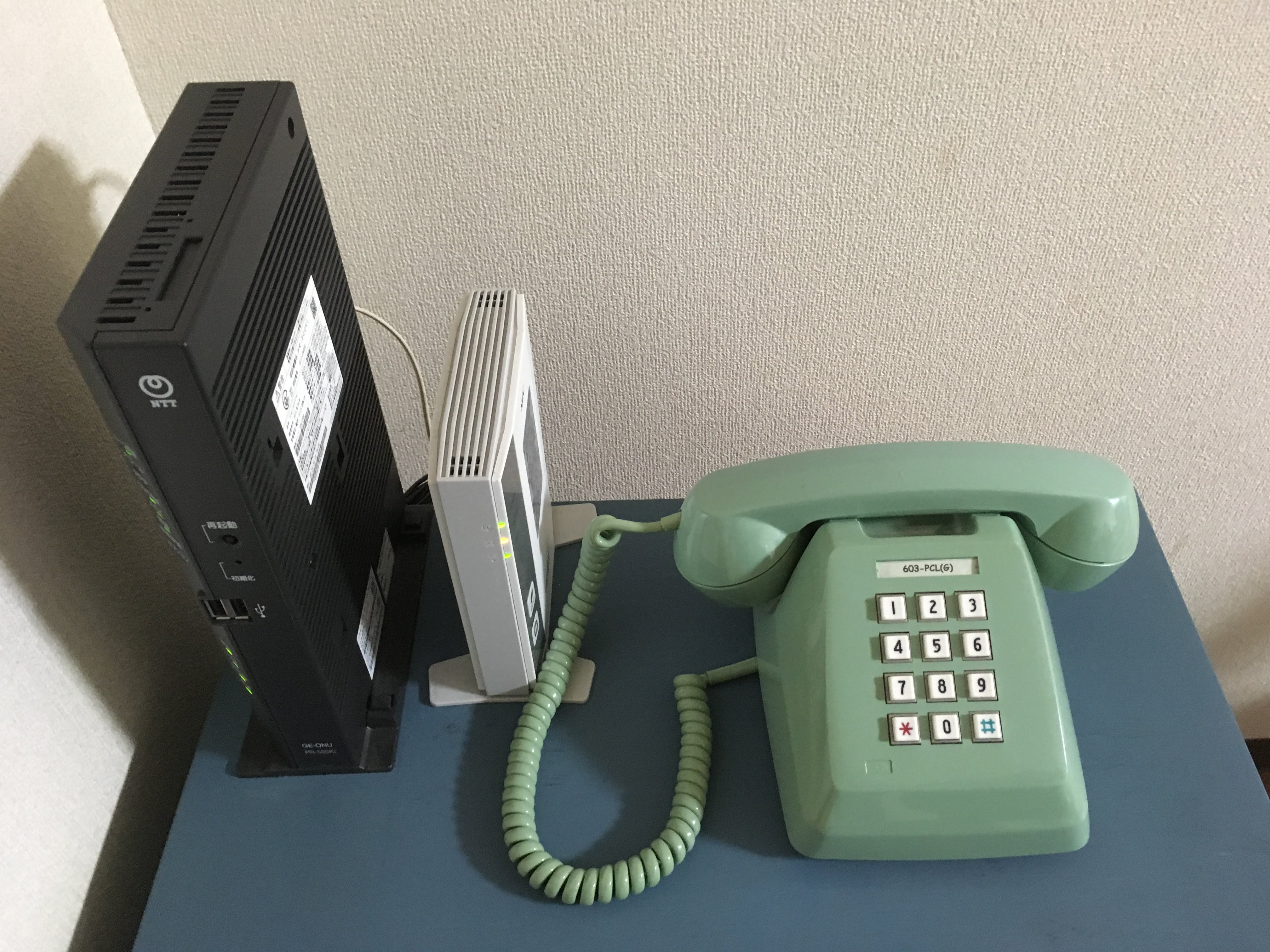
601-P形電話機（グリーン）

601形電話機は600形から2割のコストダウン・現場で内部の部品を自由に交換できる構造とする・パッド切り替えを不要とする、などを目的として開発された電話機で、1978年（昭和53年）4月から商用試験が始まった。
製造会社は岩崎通信機・神田通信工業・大興電機製作所（現 : サクサホールディングス）・田村電機製作所（現 : サクサホールディングス）・東芝・ナカヨ通信機（現 : ナカヨ）・日通工（現 : NECプラットフォームズ）・長谷川電機製作所（現 : 富士通アイ・ネットワークシステムズ）・明星電気（50音順）。
オイルショック後に開発された機種であり、徹底的に製造コストの削減がなされている。それまでの600形に比べ重量は約3分の2、部品点数は約半分になっている。ダイヤル一式やフック機構部は底板側に固定されて筐体は単なるカバーとなり、製造時の省力化が図られている。
色は黒・アイボリー・グリーン・グレーの4色で600形と基本的に変わらないが、やや淡いパステル調の色になっている。グリーン・グレーは送受話器も筐体と同色になった。材質も600形と同じ硬質塩化ビニールだが、厚みはさらに薄くなっている。
直流阻止コンデンサを付加抵抗で短絡し低周波数での側音平衡を改良するため、送話器・受話器ともそれぞれ感度を2dB向上させた。バリスタを多用した650形に近い回路構成となった。設計の容易化のため共同電話には用いられなかった。
2002年（平成14年）で生産は打ち切られ、新規販売も終了した。

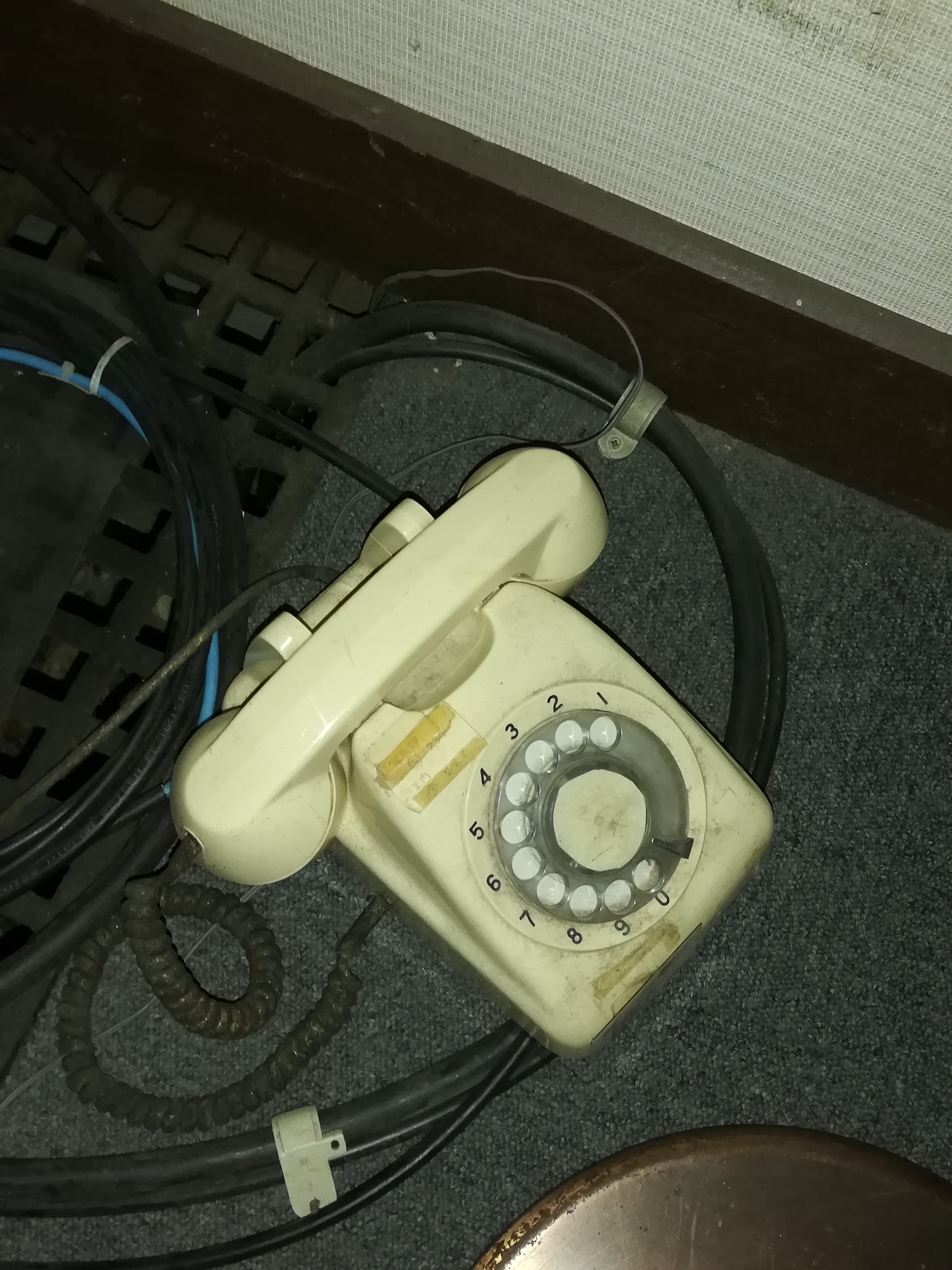
601形電話機（卓上型、アイボリー）（犬山市博物館明治村）

601-A形卓上電話機
601-A形卓上電話機は、600形に比べてやや小型化し、ダイヤル周辺が平面に近い印象がある。
ダイヤル周りでは、中心の紙にある数字が4号電話機以来復活した（数字は紙に直接印刷されている）。透明カバーと紙を押さえるリングは一体化して、無色透明の合成樹脂製になった。ダイヤル指穴中心の「・」(黒色の場合は白点、その他のカラーは黒点)がなくなった。ダイヤルの文字盤もなくなり、数字は直接筐体に印刷されている。
メインギアはもちろんベースプレートやガバナユニットなどほとんどがジュラコンで製作された。ステンレスの焼鈍品がクラッチスプリングに使用された。板バネ類がすべてステンレスとなった。接点は銅の上に銀パラジウム（50：50）を張り合わせたものとした。
筐体のコードの付け根部分に当たる部分は切り欠きがなくなり、コードは筐体と底板との隙間を通っている。
内部の変更点では、ベルが代々続いてきた丸いおわん形から家庭用チャイム等に使用される平面の金属板になったのが特徴的である。これを鳴動装置と一体化した樹脂製の棒で打つので、それまでの600形とは明らかに音色が違って聞こえる。
601-AW形壁掛電話機
601-AW形壁掛電話機は、送受話器を本体に垂直に掛ける薄型の形態となった。本体色は白のみであるが、装飾パネルの色を変えることができる。呼び出し装置が圧電スピーカによる電子音で、音色を3種類・音量を3段階変更できる。
回路のプリント基板化により筐体設計の自由度が上がったためであり、これが現在の電話機のデザインへの布石となり、すなわち3号電話機以来40年以上続いた「黒電話」の時代に終わりが見えたのである。
601-A形小型電話機
601-A形小型電話機は、日本電信電話公社の自営品指定書に適合する600-A形小型電話機の後継である。メーカーから直接、利用者に販売された。
卓上型・壁掛W型がある。
601-P形電話機
601-P形電話機は、1980年（昭和55年）10月に600-P形の後継として導入された。押しボタンにシリコンゴムシートによるスイッチを導入することで600-P形の弱点であった接点の劣化が解消されている。トーンを発生する回路が1チップICとなった。
押しボタン面の造形が台形状であった600-P形と比較して、601-P形は長方形に近い造形となり、スリムになった印象を与える。
当初からカラフルなラインナップが用意された。黒・白・グレー・アイボリー・緑・黄緑・青・水色・ワインレッド・コーラルの10色だが、1985年（昭和60年）に開かれたつくば万博記念の金色もある（つくば博のマーク入り）。
601-P形は所謂通信自由化の前に開発された機種の為、後年の押しボタン式電話機の多くが持つ「ダイヤルパルス回線で使用する為の切り換え機構」を持っておらず、プッシュ回線に切り換える前のパルス回線に接続しても送話不能となり、受話のみしか機能しない。
601-PW形壁掛電話機
601-PW形壁掛電話機は、601-AW形をトーン信号対応としたものである。
シルバーホンめいりょう
シルバーホンめいりょうは、通常時の最大約18倍の音圧で受話することのできる福祉電話機である。
601形電話機の送受話器であり、レンタルおよび販売されている。
601-M形磁石式電話機
601-M形磁石式電話機は、局給電のない電話加入区域内の相互の音声伝送専用線のために提供された。
従来、600形、601形には磁石式は存在しないとされ、学研の図鑑『放送・通信』でも4号磁石式電話機と取り違えられていた。現在でもWeb上で、本機を4号系統の電話機としているサイトが散見されるが、誤りである。
NTT東日本では2009年（平成21年）10月1日に、NTT西日本では2018年（平成30年）4月1日に、レンタルによる提供が廃止され、実費による修理となった。
代替機器として加入者宅内設置の共電式相当の給電装置の「とるだけくん」が案内されている。

### 600形以降の標準電話機の形式
| 一桁目 形式 | 一桁目 形式              | 二桁目 用途 | 二桁目 用途    | 三桁目 実用順 | 方式 | 方式         | 形態 | 形態                     | 色     | 色             |
| ----------- | ------------------------ | ----------- | -------------- | ------------- | ---- | ------------ | ---- | ------------------------ | ------ | -------------- |
| 6           | 600形                    | 0           | 単独           | 0             | A1   | 10 パルス /s |      | 卓上                     |        | 標準色         |
| 6           | 600形                    | 0           | 単独           | 0             | A1   | 10 パルス /s | (I)  | 卓上                     | ぞうげ |                |
| 6           | 600形                    | 0           | 単独           | 0             | A1   | 10 パルス /s | W    | 壁掛                     | (B)    | うすあお       |
| 7           | 700形 ミニ プッシュ ホン | 1・2        | 共同           | 0             | A2   | 20 パルス /s | W    | 壁掛                     | (G)    | うすみどり     |
| 7           | 700形 ミニ プッシュ ホン | 1・2        | 共同           | 0             | A2   | 20 パルス /s | U    | 卓上 壁掛 共用           | (C)    | さんご         |
| 7           | 700形 ミニ プッシュ ホン | 3・4        | 特殊 サービス  | 0             | A2   | 20 パルス /s | U    | 卓上 壁掛 共用           | (W)    | ウォームグレー |
| 7           | 700形 ミニ プッシュ ホン | 3・4        | 特殊 サービス  | 1             | P    | 押し ボタン  | U    | 卓上 壁掛 共用           | (V)    | ベージュ       |
| 8           | 800形 ハウディ           | 5           | 構内 交換 内線 | 1             | P    | 押し ボタン  | L    | 高損 失用                | (R)    | あか           |
| 8           | 800形 ハウディ           | 6           | 特殊加入者     | 1             | C    | 共電式       | L    | 高損 失用                | (M)    | しろ           |
| 8           | 800形 ハウディ           | 7           | 公衆           | 1             | C    | 共電式       | -RA  | シルバー ホン めいりょう | (DB)   | あお           |
| 9           | 900形                    | 8           | 予備           | 1             | M    | 磁石式       | -RA  | シルバー ホン めいりょう | (DG)   | みどり         |
| 9           | 900形                    | 9           | 局用           | 1             | M    | 磁石式       | -RA  | シルバー ホン めいりょう | (DR)   | ワインレッド   |

## 現状

### 一般電話網民営化と端末設備自由化
1985年（昭和60年）、日本電信電話公社は日本電信電話株式会社 (NTT) へと民営化された。第二電電株式会社（DDI、現 : KDDI）をはじめとする「新電電」の参入が可能となった。
これにより、電気通信端末機器審査協会で技術基準適合認定を受けたものかこれと同等とみなされた電話端末機器であれば自由に公衆交換電話網にモジュラージャックで接続できることとなった。電話機は電気通信事業者からレンタルすることから家電店などで購入する商品へ変化した。
21世紀に入り、電話機はコードレスホン化が進み、留守番電話やファクシミリと一体となった多機能電話が主流となった。さらに、電話機の主役そのものがこれら固定電話から携帯電話など移動体通信に移行した。1970年代まで日本の家庭を席巻した「黒電話」は端末設備自由化後、急速に姿を消した。

### 黒電話を使えない・知らない世代
上述のように1980 - 90年代に電話を取り巻く事情が大きく変化したため、2020年代には黒電話の使用方法がわからない人も増えてきた｡ときに一種のジェネレーションギャップに関する話題として「平成生まれは黒電話の使い方がわからない」という類の話が出ることもあり､
- フジニュースネットワークの番組街頭インタビューのなかで「平成生まれに黒電話を使ってもらう」という企画を行ったところ、使い方がわからず困惑する様子が映し出された[4]。
- 『北海道新聞』が「これが何のマークか分からない人が増えた」として黒電話のアイコン（後述）の使用を廃止した[5]｡
- 『毎日新聞』の取材に対しNTT技術史料館の担当者が「NTTの新入社員でも使い方を知らない人がいます」と答えた[6]。

などといった事態が生じている。

### 電話回線給電のみで使用できる電話機
1993年（平成5年）には、ダイヤルパルス・トーン兼用の900-P形標準電話機が提供開始された。局給電のみで動作するため、黒電話の後継として、応急復旧用資機材として備蓄され、大規模災害の際の臨時無料公衆電話として使用されるようになった。被災者が電話回線を復旧する際に再生品の900-P形が無償提供されることもある。
災害対策として、局給電のある電話回線と電話回線給電のみで使用できる電話機の組み合わせが有用であると、長時間の停電が起こるたびに再認識される。
IP電話用の終端装置も、ダイヤル電話機に対応したものがほとんどであり、例えば光回線やADSLのモデム設定をパルスに設定すれば、ブロードバンド回線にも接続することができる。着信専用としてなら、プッシュ回線やトーン信号専用のIP電話終端装置にも使用できる。共電式を着信専用として使用することもできる。
一部には「黒電話は使えなくなる」などというセールストークで、多機能電話機を高額な値段で販売・リースする悪徳商法もあり、消費生活センターや警察などが注意を呼びかけている。

### 電話機の象徴としての黒電話
電話番号のマークが「黒電話」の形を模している。携帯電話の通話ボタンも同様の意匠があしらわれているものがある。着信メロディにわざわざ「黒電話」のベル鳴動音が提供されていることなど、「電話」としてのイメージもまだ生き続けていると言える。
黒電話の凋落を招いた端末自由化だったが、その一方で、黒電話機をNTTから「買い取る」ことも可能になった。このため、NTTから個人に売却された黒電話は相当な数になった。レンタル提供することを目的とした、高耐久設計であったため、601形・600形あるいは4号や3号電話機は、2010年代にも稼動機がオークションなどで流通している。ダイヤル式の場合、電子部品が受動素子だけであり、機構部品も単純なため、ある程度の修理が可能である。
北海道から沖縄までの四季に対応した環境試験が行われたため、高温多湿・寒冷・結露などにも耐久性がある。